# Xiển Võ từ
Xiển Võ từ (闡武祠) là còn gọi là đền Võ Ban, vốn là Trường Anh danh Giáo dưỡng, thành lập vào năm 1826 thời Minh Mạng, là nơi chuyên đào tạo võ cho con cháu quan chức của triều đình Huế. Cùng với Võ Thánh miếu, di tích này được xem là nơi tôn vinh võ học của Việt Nam.

## Lịch sử
Xiển Võ từ còn gọi là đền Võ Ban, là nơi thờ tự của Trường Anh danh Giáo dưỡng xưa. Thành lập năm 1826 dưới thời Minh Mạng và tồn tại đến đầu thế kỷ 20, đây là nơi chuyên dạy võ cho con những vị quan võ cấp cao của triều đình Huế.
Lúc đầu trường chỉ nhận con quan võ từ tam phẩm thuộc hàng ấn quan (có chức vụ chỉ huy) trở lên. Về sau, trường mở rộng cho con các quan võ cấp thấp hơn và cho cả con quan văn (gọi là ấm sinh). Con trai quan võ tam phẩm ấn quan trở lên được coi là anh danh; con trai quan võ dưới tam phẩm thuộc hàng thuộc quan (không có chức vụ chỉ huy) hay con quan văn gọi là giáo dưỡng. Hai nhóm học viên này lúc đầu được huấn luyện ở hai trường khác nhau, gọi là Anh Danh trường và Giáo Dưỡng trường. Sau 3 năm nếu vượt qua kỳ thi hạch khiêu, các học viên trường Anh Danh sẽ được bổ dụng làm Tòng Thất Phẩm Đội Trưởng trong quân đội của triều đình, còn các học viên trường Giáo Dưỡng sẽ Tòng Bát Phẩm Đội Trưởng. 
Đến năm 1865, dưới thời vua Tự Đức, do nhu cầu phát triển quân đội, trường thu nhận cả cháu các quan võ cao cấp hay có công trạng, và cả cháu quan văn. Cuối thế kỷ thứ XIX, hai trường này được nhập thành một. Trường Anh Danh Giáo Dưỡng chấm dứt hẳn hoạt động vào năm 1933 trong đợt cải tổ triều đình Bảo Đại.
Đất của trường dần dần bị sử dụng cho những mục đích khác. Dấu tích duy nhất là một ngôi đền gọi là Xiển Võ Từ, là nơi thờ phụng các danh tướng Trung Hoa và Việt Nam. Trong đền thờ này còn chuông đồng đúc năm 1895, liễn đối và 12 tờ sắc phong thần cho các tướng.
Từ sau 1975, một phần khuôn viên của di tích được chiếm dụng cho cửa hàng lương thực Thuận Thành, sau trở thành trường Tiểu  Bùi Thị Xuân, rồi Trung Tâm Giáo Dục Thường Xuyên, rồi văn phòng Hội cựu Giáo Chức và Trung Tâm Y Tế Học Đường.
Xiển Võ Từ được xếp hạng di tích lịch sử kiến trúc cấp tỉnh vào tháng 10 năm 2006.
Năm 2011, Trung tâm Bảo tồn di tích cố đô Huế tổ chức khởi công trùng tu tôn tạo di tích Xiển Võ từ, bao gồm trùng tu ngôi nhà rường một gian hai chái và những thành phần liên quan với tổng mức đầu tư 1,05 tỉ đồng. Công trình mới cách nền cũ 20 m, hiện nằm ở 168 Mai Thúc Loan, phường Thuận Thành, thành phố Huế.